# Аракарі смугастоволий
Аракарі смугастоволий (Pteroglossus pluricinctus) — вид дятлоподібних птахів родини туканових (Ramphastidae).

## Поширення
Вид поширений на північному заході Південної Америки. Трапляється на півдні Венесуели, в Колумбії, на сході Еквадору, півночі Перу та північному заході Бразилії. Його природне середовище проживання — субтропічні або тропічні вологі низинні ліси.

## Опис
Птах середнього розміру, завдовжки 40-43 см. Дзьоб завдовжки від 102 до 107 мм, зверху жовтого кольору при основі, потім стає білим, а кінчик помаранчевий; нижня частина дзьоба чорна. Має чорну голову, шию та верхню частину грудей; синю оголену шкіру навколо очей. Спина чорна з яскраво-зеленим відтінком. Нижня частина грудей і живіт жовті з двома червонувато-чорними горизонтальними смугами і червоним крупом.

## Спосіб життя
Харчується плодами, членистоногими та іншими дрібними безхребетними. Інкубація триває 16 днів. Пташенята покидають гніздо у віці 40 днів.